# AaB Fodbold
 For alternative betydninger, se AaB (flertydig). (Se også artikler, som begynder med AaB)
AaB (eller Aalborg Boldspilklub) er en dansk fodboldklub hjemmehørende i Aalborg og den eneste professionelle del af Aalborg Boldspilklub, der rummer flere forskellige sportsafdelinger. I internationale sammenhænge benyttes ofte forkortelsen Aalborg BK. Klubben spiller i den danske Betinia Liga.
AaB's historie begyndte i 1885. AaB er, sammen med Brøndby IF, en af de to eneste klubber, der har spillet samtlige sæsoner i Superligaen, siden den startede. Dette sluttede imidlertid med nedrykningen i 2022-23 sæsonen.
AaB var i starten kun en cricketklub og det varede flere år, før fodbold vandt indpas.
AaB's sportslige højdepunkter er danmarksmesterskaberne i fodbold i 1995, 1999, 2008 og 2014. AaB har desuden vundet bronze i danmarksmesterskaberne i fodbold i 1936, 1969 og 2007 samt blevet pokalmestre i 1966, 1970 og 2014. I nyere tid har AaB spillet sig frem til pokalfinalen ti gange (1987, 1991, 1993, 1999, 2000, 2004, 2009, 2014, 2020 og 2023) men kun vundet en enkelt gang - i 2014, hvor klubben sikrede sig sin første - og hidtil eneste - The Double.
I 1995 blev klubben samtidig den første danske deltager i Champions League, hvor det blandt andet blev til en 2-1-sejr over græske Panathinaikos. AaB var egentlig blevet slået ud i kvalifikationen af Dynamo Kijev, men det ukrainske hold blev ekskluderet efter en bestikkelsessag.
Også efter klubbens tredje mesterskab i 2008, kvalificerede AaB sig til den prestigefyldte turnering, da man i to kvalifikationsrunder lykkedes med at ekspedere FK Modrica fra Bosnien-Hercegovina og FBK Kaunas fra Litauen ud.
I Champions League gruppespillet fik AaB en 3. plads, som gav adgang til UEFA Cuppen, hvor AaB vandt over Deportivo La Coruña i 1/16-finalerne, men tabte til Manchester City i 1/8-finalerne.
Det skal også nævnes at AaB spillede sig i UEFA Cuppens gruppespil 2007-2008, da de slog Sampdoria, og dermed blev det første danske hold, der har slået et italiensk hold ud af en europæisk turnering.
Efter AaB i sæsonen 2013/14 vandt The Double, skulle AaB ud at spille europæisk fodbold. Klubben gik højst overraskende videre fra gruppespillet i Europa League og skulle spille videre, hvor AaB dog tabte over to kampe til belgiske Club Brügge.

## Historie

### Grundlæggelse (1885)
Aalborg Boldspilklub blev stiftet d. 13. maj 1885 af engelske ingeniører, der var i Danmark for at bygge den jyske jernbane. I de første år bestod klubben kun af cricket, hvorfor navnet ved stiftelsen var Aalborg Cricketklub, man ændrede dog navnet til Aalborg Boldklub i 1899. I 1902 blev fodboldafdelingen i klubben oprettet på amatør-basis, og i 1906 blev klubbens navn igen ændret, denne gang til det nuværende Aalborg Boldspilklub af 1885.

### Starten (1889-1903)
Klubben blev startet op som Aalborg Boldklub i 1885, og skiftede senere navn til Aalborg Cricketklub. Klubben var medstiftere af både Dansk Boldspil Union i 1889 og JBU i 1895. Klubben skiftede igen navn i 1899, tilbage til Aalborg Boldklub. Fodboldafdelingen blev stiftet på amatørbasis i 1902, året før de kom til at spille turneringsfodbold. Det var dog først i 1903, at AaB kom til at spille turneringsfodbold. Det blev i JBU's nystartede turnering, som blandt andet havde hold fra Esbjerg, Horsens og Aarhus. Klubben vandt turneringen i den anden sæson, men det var første gang, hvor de var på deltagerlisten. Navnet ændredes sig igen i 1906, da Aalborg Boldklub og Aalborg Fodboldklub indgik i en sammenlægning, og blev til det nuværende navn, Aalborg Boldspilklub.

### Fra 1903 til 1935
AaB vandt det jyske mesterskab for anden gang i 1907, og to år senere blev Aalborg Boldspilklub-spilleren, Peder Olsen, som den første AaB'er nogensinde udtaget til det uofficielle jyske regionalhold. En af AaB's første formænd hed formand Pagh. Han døde pludseligt af tyfus i 1910, og det blev anledningen til en af AaB's første kriser nogensinde. Klubben vandt både det jyske mesterskab i henholdsvis 1911 og 1920.
Guldalderholdet begynder i disse år at tage form. Selvom AaB spiller i Jyllands anden bedste række, vinder AaB den nystartede, jyske pokalturnering, hvilket de også gør i 1924 og 1925. Efter sæsonen i 1923 rykkede AaB op i den bedste række igen. Pokalturneringen blev i 1928 vundet af AaB for femte gang i træk. Året efter blev den første landsdækkende turnering skabt. Ligaen bestod af 10 hold, som hver mødte hinanden en gang, men den jyske turnering forsatte ufortrødent, selvom den landsdækkende var blevet skabt. I disse år vinder AaB flere jyske titler i pokalturneringen og ligaen, deraf Guldholdet.
Baneanlægget på Ny Kastetvej i Aalborg indvies, og det gamle på Eksercerpladsen forlades. AaB-spillerne Ernst Nielsen og Verner Hedegaard blev som de første nogensinde udtaget til det nationale, danske landshold.
I 1935 havde Aalborg Boldspilklub 50 års jubilæum.

### Sæsonen 2006-2007
I sæsonen Superligaen 2006-07 blev AaB's Rade Prica topscorer i Superligaen med sine 19 mål, mens AaB sikrede sig 3. pladsen i ligaen, der gav adgang til Intertoto-cuppen. I denne sæson erobrede FC København førstepladsen i Superligaen. AaB havde med sin 3. plads forbedret sig to pladser siden sæsonen 2005-2006.

### Sæsonen 2007-2008
Her mødte AaB finske FC Honka, som blev besejret med mål i overtiden, efter en samlet stilling efter to kampe på 3-3. Herefter mødte man belgiske K.A.A. Gent, som over to kampe blev besejret med samlet 3-2. Dette gav AaB adgang til UEFA Cup kvalifikationen. AaB stødte her mod endnu et finske hold, nemlig HJK Helsinki. Også her kunne nordjyderne trække sig sejrrigt ud af de to kampe. Samlet 4-2 sendte AaB videre til den første runde af årets UEFA Cup. I første runde trak AaB italienske U.C. Sampdoria, der blev besejret 2-2 på reglen om udebanemål.
Dette gav adgang til gruppespillet, som for AaB's vedkommende bød på møder med R.S.C. Anderlecht og Getafe CF på hjemmebane, samt Tottenham Hotspur F.C. og Hapoel Tel Aviv F.C. på udebane. Her stoppede AaB's tur i Europa dog for denne sæson. AaB måtte nøjes med 4 point i de 4 kampe, hvilket rak til en 4. plads ud af 5. Overordnet set var AaB's europæiske eventyr dog kun lige begyndt. AaB vandt sit 3. danske mesterskab i sæsonen 2007/2008. Det gav AaB mulighed for at kvalificere sig til gruppespillet i Champions League.

### Sæsonen 2008-2009
AaB mødte FBK Kaunas i tredje kvalifikationsrunde. Her vandt AaB både hjemme- og returkamp med 2-0, og gik dermed videre til Champions League gruppespillets gruppe E, hvor man skulle møde Manchester United, Villarreal og Celtic.
I dette gruppespil sikrede AaB sig en tredjeplads, hvilket gav adgang til UEFA Cuppens 1/16-finaler, hvor de skulle møde Deportivo La Coruna fra Spanien. Her vandt man 3-0 hjemme og 1-3 ude, og gik dermed videre med 6-1 samlet.
I 1/8-finalerne mødte man Manchester City, som i forrige runde netop havde slået danske FCK ud af turneringen. Første kamp i Manchester sluttede 2-0 til hjemmeholdet, men med en AaB-sejr på 2-0 hjemme endte de to i forlænget spilletid og straffesparkskonkurrence. I straffesparkskonkurrencen vandt Manchester City 3-4, og AaB's europæiske eventyr anno 2008/09 var ovre. I SAS ligaen tumlede AaB ind i en lille pointmæssig krise, og endte på en 7. plads.
Dog sikrede AaB sig en plads i Europa Leagues's kvalifikation til næste sæson, efter at man i landspokalturneringens finale tabte til FCK, der sikrede sig sin Europa-plads gennem sit danske mesterskab.
AaB hentede i denne sæson profiler som Kasper Bøgelund, Kjetil Wæhler og Michael Beauchamp i henholdsvis Borussia Mönchengladbach, Vålerenga Fotball og 1. FC Nürnberg. Samtidig hentede de den unge, ukendte fodboldspiller Henrik Dalsgaard hos Møldrup/Tostrup IF.

### Sæsonen 2009-2010
Sommertransfervinduet 2009 blev et af de mest aktive i nyere tid i AaB. Der blev ikke forlænget aftaler med Luton Shelton, Siyabonga Nomvethe, Kasper Risgård eller Steve Olfers, mens man solgte Caca til OB, Thomas Augustinussen til Red Bull Salzburg, Kenneth Stenild til AC Horsens og Thomas Enevoldsen til FC Groningen.
Som erstatninger kom Louay Chanko fra Hammarby IF, Rasmus Würtz fra FCK, Daniel Fredheim Holm fra Vålerenga, Abbas Hassan fra IF Elfsborg, Kenneth Emil Petersen fra AC Horsens samt Thomas Gaardsøe, der havde spillet amatørfodbold i AaB sæsonen forinden.
Desuden sagde man i august 2009 farvel til assistenttræner Allan Kuhn, der skiftede til FC Midtjylland. Hans afløser blev Magnus Pehrssons tidligere kollega fra GAIS, Patrik Johansson.
Sportsligt begynde sæsonen skidt for AaB, da man tabte 3-1 samlet til FK Slavija i 2. kvalifikationsrunde af Europa League. Dermed måtte [AaB nøjes med 2 kampe i Europa i 2009/2010-sæsonen. I Superligaen tabte man den første kamp i sæsonen til AGF. Man fik dog rettet op på spillet, og nåede at ligge nummer 1 i tabellen fra 8. til 9. runde.
Herfra gik turen ned ad i tabellen, og man overvintrede på en 7. plads.
I vintertransfervinduet hentede AaB Chris Rolfe fra Chicago Fire, mens Thomas Gaardsøe skiftede til Esbjerg fB efter hans kontrakt udløb. I foråret fik AaB bedre fat og kæmpede til sidste runde af Superligaen om bronzemedaljer. AaB måtte dog tage til takke med en slutplacering som nummer 5 i tabellen.
Efter sæsonens sidste kamp annoncerede AaB forfremmelsen af 4 spillere fra klubbens ungdomshold: Tobias Ørtoft, Nicklas Helenius, Denis Dedovic og Kasper Kusk.
Samtidig tog AaB afsked med Abbas Hassan, der ikke fik en fast aftale efter endt lejeperiode og dermed måtte tilbage til IF Elfsborg, samt Andreas Johansson, hvis kontrakt ikke blev forlænget.

#### 125 års jubilæum (2010)
AaB af 1885, der er moderklubben bag den professionelle afdeling i AaB A/S, fejrede d. 12. maj sit 125 års jubilæum som en af de ældste danske fodboldklubber.
Jubilæet blev markeret af DBU med en landskamp på Energi Nord Arena d. 27. maj mellem Danmark og Senegal som en optakt til VM 2010.
På tribunerne markerede AaB's fans dagen med en 20 meter høj og 80 meter lang tifo, der ærede klubbens historie. Tifoen blev trukket over nord-tribunen på Energi Nord Arena ved spillernes indløb til kampen mod HB Køge d. 16. maj. Blandt tifoens motiver var de engelske jernbanearbejdere, der stiftede klubben, klubbens økonomiske krise i 1993, Torben Boyes trøje med nummer 12 og Champions League-logoet med henvisninger til klubbens deltagelse i 1995 og 2008.

### Sæsonen 2010/2011
Efterårssæsonen 2010 var et forfærdeligt bekendtskab for AaB. Da AaB efter 11 runder i Superligaen befandt sig på en placering som 12 i tabellen, valgte man at fyre cheftræner Magnus Pehrsson 11. oktober 2010. I stedet blev Kent Nielsen ansat til at overtage cheftrænerposten. Desværre for AaB fik dette ikke den store effekt i tabellen. AaB måtte overvintre på Superligaens sidsteplads efter 19 spillerunder.
AaB's to lejede spillere i efteråret, Jones Kusi-Asare og Dickson Nwakaeme, fik ikke forlænget deres ophold i AaB og blev sendt hjem til henholdsvis Esbjerg fB og FC Opa.
Daniel Fredheim Holm blev i vinterpausen solgt til Rosenborg BK og Tobias Ørtoft blev fritstillet.
Dette gav plads i truppen, og med økonomi fra nordjyske investorer, begyndte AaB en stor oprustning, idet man hentede tidligere tre tidligere danske landsholdspillere til klubben: Thomas Augustinussen vendte tilbage til AaB efter 1½ år i Red Bull Salzburg, Michael Lumb blev lejet fra Zenit Skt. Petersborg og Morten "Duncan" Rasmussen blev lejet fra Celtic F.C.. Derudover lejede man brasilianske Kayke Rodrigues fra Vila Nova FC og hentede camerounesiske Ibekwe Chijioke Leonard til klubben på en halv-årig kontrakt. Desuden vendte Anders Due tilbage i vinterpausen, efter et halv-årigt lejeophold hos FC Nordsjælland.
Før starten på forårssæsonen startede AaB en kampagne under navnet "Opturen", der opfordrede fans til at komme på stadion og støtte klubben. En del af denne kampagne var blandt andet træning på diverse anlæg i byer i Nordjylland, blandt andet Brønderslev, Thisted og Arden.
Opturen lod dog vente på sig. Først efter 28. runde, hvilket var den 8. kamp i foråret, kunne AaB endelig indtage en plads i tabellen over nedrykningsstregen. Det betød dog langt fra redning for AaB, der matematisk stadig var i fare for nedrykning helt indtil 33. og sidste spillerunde af Superligaen. Her tabte AaB på udebane til FCK med 2-0, men det uafgjorte resultat mellem Randers FC og Esbjerg fB, i samme runde, reddede AaB, der sluttede på 10. pladsen.

### Sæsonen 2011/2012
Forud for sæsonstarten ophævede AaB og assistenttræner Patrik Johansson samarbejdet. I stedet hentede man klubikonet Allan Kuhn, der vendte tilbage til den klub, som han forlod i 2009 til fordel for et cheftrænerjob FC Midtjylland. Udover Patrik Johansson blev der også taget afsked med forårets lejespillere: Kayke, Morten "Duncan" Rasmussen og Michael Lumb, mens et par af klubbens egne spillere, Michael Sten Jensen og Daniel Christensen, forlod AaB til fordel for henholdsvis Ventura Club Fusion og SønderjyskE. Slutteligt tog man også afsked med Karim Zaza, hvis kontrakt ikke blev forlænget. Senere blev også Ronnie Schwartz og Jens-Kristian Sørensen sendt videre til andre klubber.
AaB-truppen blev i optakten til sæsonen ramt af en tragedie. AaB-spilleren Dennis Marshall og hans kone blev dræbt i en trafikulykke på en bjergside i hans hjemland, Costa Rica, d. 23. juni 2011. Dette skete blot 5 dage efter, at han havde scoret sit første mål for Costa Ricas landshold. Dennis Marshall blev efterfølgende mindet med en tifo fra AaB Support Clubs tifogruppe ved AaB's hjemmekamp mod AGF d. 24. juli 2011, hvor AaB's to målscorere i kampen, Chris Rolfe og Mathias Wichmann, dedikerede deres mål til Dennis Marshall og hans kone.
AaB indledte sæsonen på udebane mod Brøndby IF i en kamp, der endte uafgjort 2-2. En god stime i de efterfølgende kampe sørgede for, at AaB lå på 2. pladsen i Superligaen efter 8. runde. De næste 10 kampe formåede AaB dog ikke at holde fast i den gode stime, så de måtte tage til takke med at overvintre på en 7. plads efter 18 runder spillet.

### Sæsonen 2016/2017
Denne sæson var den første efter indførelsen af ny ligastruktur i Superligaen. Efter en del svingende præstationer i grundspillet endte AaB lige uden for top 6 og måtte derfor en tur i en af de to nedrykningspuljer. Startopstillingen bestod i høj grad af unge spillere, der ikke kunne modstå presset, og spillet blev kun ringere i forårets kampe.
Det betød, at holdet kun vandt 1 ud af 6 kampe i nedrykningsspillet. AaB havde dog skrabet point nok sammen i grundspillet, og holdet holdt sig dermed ude af nedrykningsfare, men kunne spille to playoffkampe om at spille kvalifikation til Europa League - her tabte AaB over to kampe til Randers FC.
Det svage spil på banen betød en fyring til cheftræner Lars Søndergaard, der blev erstattet af Morten Wieghorst. Til gengæld kunne klubben præstere et kæmpesalg, da man skød Christian Bassogog afsted til Kina for op i mod 45 millioner kroner.

## Førsteholdstrup

### Nuværende spillertrup
Oversigten er opdateret til og med 20. mars 2025
| Nr. | Land     | Position | Spiller           |
| --- | -------- | -------- | ----------------- |
| 1   | Tyskland | MM       | Vincent Müller    |
| 2   | Senegal  | FO       | Oumar Diakhite    |
| 4   | Holland  | FO       | Lars Kramer       |
| 5   | Danmark  | FO       | Marc Nielsen      |
| 6   | Holland  | MI       | Mylian Jiménez    |
| 8   | Sverige  | MI       | Melker Widell     |
| 9   | Danmark  | AN       | Nicklas Helenius  |
| 10  | Danmark  | AN       | Oliver Ross       |
| 11  | Danmark  | AN       | Mathias Jørgensen |
| 13  | Tyskland | FO       | Bjarne Pudel      |
| 14  | Danmark  | FO       | Andreas Bruus     |

| Nr. | Land     | Position | Spiller             |
| --- | -------- | -------- | ------------------- |
| 16  | Danmark  | MI       | Kasper Davidsen     |
| 17  | USA      | AN       | Andres Jasson       |
| 19  | Tyskland | AN       | Aaron Seydel        |
| 20  | Danmark  | FO       | Kasper Jørgensen    |
| 21  | Danmark  | MI       | Mads Bomholt        |
| 22  | Holland  | MM       | Rody de Boer        |
| 23  | Norge    | MI       | Isak Hansen-Aarøen  |
| 24  | Island   | FO       | Nóel Atli Arnórsson |
| 26  | Norge    | MI       | Travis Hernes       |
| 27  | Tanzania | AN       | Kelvin John         |
| 28  | Danmark  | MI       | Valdemar Møller     |
| 31  | Danmark  | AN       | Anders Noshe        |
| 33  | Sverige  | FO       | Elison Makolli      |
| 37  | Danmark  | AN       | Amar Diagne         |

### Trænerstab
- ledig – Cheftræner
- Pierre Gillo - Head of Performance
- Jack Cassidy – Assistenttræner
- Mads Wurms Kristoffersen – Fysisk træner
- Casper Aamodt - Transitionstræner
- Poul Buus – Målmandstræner
- Nichlas Ørbæk Knudsen - Chefanalytiker
- Nicolai Telling Pedersen - Sports Scientist
- Martin Langagergaard - Præstationspsykologisk konsulent
- Klaus Hansen – Holdleder
- Jesper Sudergaard - Holdleder
- Jens Lykkegaard Olesen – Læge
- Morten Skjoldager – Cheffysioterapeut
- Simon Enevoldsen - Fysioterapeut
- Kristoffer Lindgren Overgaard - Fysioterapeut
- Kasper Bøgelund - Massør

### Historisk
AaB'ere gennem tiden
| - Allan Gaarde - Allan K. Jepsen - Anders Andersson - Anders Due - Andreas Johansson - Andres Oper - Brian Priske - Bård Borgersen - Christian Bassogog - Dan Sahlin - David Nielsen - Dennis Marshall - Erik Bo Andersen - Frank Strandli - Henning Munk Jensen | - Henrik Dalsgaard - Henrik Rasmussen - Ib Simonsen - Jeppe Curth - Jes Høgh - Jesper Grønkjær - Jimmy Nielsen - Joakim Mæhle - Jozo Matovac - Kasper Bøgelund - Kayke Rodrigues - Karim Zaza - Kasper Bøgelund - Kasper Risgård - Kenneth Emil Petersen | - Kjetil Wæhler - Klebér Saarenpää - Lars Nilsson - Lukas Spalvis - Martin Ericsson - Mattias Lindström - Michael Jakobsen - Michael Silberbauer - Mikkel Beck - Mogens Jørgensen - Nicklas Helenius - Nicolai Larsen - Nikolaj Thomsen - Ole Tobiasen - Peter Møller | - Peter Rasmussen - Rade Prica - Rasmus Würtz - Steffen Højer - Ståle Solbakken - Søren Andersen - Søren Frederiksen - Søren Thorst - Thomas Augustinussen - Thomas Bælum - Thomas Gaardsøe - Thomas Enevoldsen - Torben Boye - Trond Andersen - Tulio De Melo |

All-star hold
I 2014 valgte AaB via en afstemning blandt fansene at kåre et all-star hold valgt blandt spillere, der har optrådt for AaB siden Superligaens indførelse i 1991.
Holdet faldt ud således:
Reserver: Nicolai Larsen, Jes Høgh, Thomas Enevoldsen og Søren Frederiksen.
Sæsonens AaB'er
AaB's officielle fanklub AaB Support Club kårede for første gang i foråret 1991 sæsonens AaB'er blandt klubbens spillere og trænere ved sæsonens afslutning. Den første vinder, Calle Facius, blev kåret af foreningens bestyrelse, men sidenhen er vinderen blevet kåret efter afstemning blandt foreningens medlemmer. Rasmus Würtz er den eneste spiller, der i årenes løb har vundet titlen fire gange, mens fem spillere har vundet afstemningen to gange: Ståle Solbakken, Michael Silberbauer, Thomas Augustinussen, Nicklas Helenius og Jacob Rinne.
| Sæson     | Vinder               |
| --------- | -------------------- |
| 2020/2021 | Jacob Rinne          |
| 2019/2020 | Patrick Kristensen   |
| 2018/2019 | Lucas Andersen       |
| 2017/2018 | Jacob Rinne          |
| 2016/2017 | Joakim Mæhle         |
| 2015/2016 | Nicolaj Thomsen      |
| 2014/2015 | Rasmus Würtz         |
| 2013/2014 | Rasmus Würtz         |
| 2012/2013 | Nicklas Helenius     |
| 2011/2012 | Nicklas Helenius     |
| 2010/2011 | Rasmus Würtz         |
| 2009/2010 | Kjetil Wæhler        |
| 2008/2009 | Allan Kuhn           |
| 2007/2008 | Thomas Augustinussen |
| 2006/2007 | Rade Prica           |
| 2005/2006 | Thomas Augustinussen |
| 2004/2005 | Martin Ericsson      |
| 2003/2004 | Jimmy Nielsen        |
| 2002/2003 | Rasmus Würtz         |
| 2001/2002 | Michael Silberbauer  |
| 2000/2001 | Michael Silberbauer  |
| 1999/2000 | Anders Andersson     |
| 1998/1999 | Ståle Solbakken      |
| 1997/1998 | Ståle Solbakken      |
| 1996/1997 | Jens Jessen          |
| 1995/1996 | Ib Simonsen          |
| 1994/1995 | Jes Høgh             |
| 1993/1994 | Ikke uddelt          |
| 1992/1993 | Ikke uddelt          |
| 1991/1992 | Ikke uddelt          |
| 1991      | Calle Facius         |

Tidligere cheftrænere
| Start | Slut | Træner                     |
| 2025  | 2025 | Kristoffer Wichmann        |
| 2024  | 2025 | Menno van Dam              |
| 2023  | 2024 | Oscar Hiljemark            |
| 2022  | 2023 | Erik Hamrén                |
| 2022  | 2022 | Lars Friis                 |
| 2022  | 2022 | Oscar Hiljemark            |
| 2021  | 2021 | Martí Cifuentes            |
| 2020  | 2021 | Peter Feher (midlertidigt) |
| 2018  | 2020 | Jacob Friis                |
| 2017  | 2018 | Morten Wieghorst           |
| 2015  | 2016 | Lars Søndergaard           |
| 2010  | 2015 | Kent Nielsen               |
| 2009  | 2010 | Magnus Pehrsson            |
| 2008  | 2008 | Allan Kuhn (midlertidigt)  |
| 2008  | 2008 | Bruce Rioch                |
| 2004  | 2008 | Erik Hamrén                |
| 2003  | 2003 | Søren Kusk                 |
| 2002  | 2003 | Poul Erik Andreasen        |
| 2000  | 2002 | Peter Rudbæk               |
| 1998  | 2000 | Hans Backe                 |
| 1997  | 1997 | Lars Søndergaard           |
| 1996  | 1997 | Per Westergaard            |
| 1995  | 1996 | Sepp Piontek               |
| 1990  | 1995 | Poul Erik Andreasen        |
| 1983  | 1989 | Peter Rudbæk               |

## Transferhistorik
| 0Sommer 2020 | 0Sommer 2020 |
| --- | --- |
| 1. Tim Prica – Skiftet fra Malmö FF 2. Vladimir Prijovic – Skiftet fra Røde Stjerne Beograd 3. Pedro Ferreira – Skiftet fra Varzim SC 4. Thomas Christiansen – Rykket op fra ungdomshold 5. Timothé Nkada – Skiftet på en lejeaftale 6. Wessam Abou Ali – Retur fra leje 7. Rasmus Thellufsen – Retur fra leje 8. Daniel Granli – Lejet i AIK Stokholm 9. Oscar Hiljemark – Skiftet på fri transfer | 1. Patrick Kristensen – Karrierestop 2. Jakob Blåbjerg – Karrierestop 3. Aramis Kouzine – Kontraktudløb 4. Filip Lesniak – Skiftet til Wisla Plock 5. Oliver Abildgaard – Skiftet til Rubin Kazan 6. Søren Tengstedt – Skiftet til AGF 7. Anders Bærtelsen – Skiftet til Vendsyssel FF 8. Patrick Olsen – Skiftet til AGF 9. Wessam Abou Ali – Skiftet til Silkeborg IF 10. Rasmus Thellufsen – Skiftet til Lyngby BK 11. Oliver Klitten – Skiftet til FK Haugesund på en lejeaftale |

| 0Sommer 2019 | 0Sommer 2019 |
| --- | --- |
| 1. Iver Fossum – Skiftet fra Hannover 96 2. Patrick Olsen – Skiftet fra FC Helsingør 3. Andreas Hansen – Skiftet fra HB Køge 4. Rasmus Thelander – Skiftet fra Vitesse Arnhem 5. Oliver Klitten – Rykket op fra ungdomshold 6. Lukas Klitten – Rykket op fra ungdomshold 7. Anders Bærtelsen – Rykket op fra ungdomshold 8. Søren Tengstedt – Rykket op fra ungdomshold 9. Mikkel Kaufmann – Rykket op fra ungdomshold | 1. Rasmus Würtz – Karrierestop 2. Kasper Risgård – Karrierestop 3. Pavol Safranko – Skiftet til Sepsi OSK 4. Filip Lesniak – Udlejet til Silkeborg IF 5. Bardhec Bytyqi – Skiftet til Jammerbugt FC 6. Michael Lansing – Skiftet til AC Horsens 7. Marco Ramkilde – Kontraktudløb 8. Robert Kakeeto – Udlejet til HIFK 9. Philipp Ochs – Lejeaftale udløbet 10. Wessam Abou Ali – Udlejet til Vendsyssel FF 11. Rasmus Thellufsen – Udlejet til Hansa Rostock 12. Jakob Blåbjerg – Udlejet til Vendsyssel FF |

| 0Vinter 2019                                                                    | 0Vinter 2019                                                                                   |
| ------------------------------------------------------------------------------- | ---------------------------------------------------------------------------------------------- |
| 1. Robert Kakeeto – Retur fra leje 2. Lucas Andersen – Skiftet fra Grasshoppers | 1. Bardhec Bytyqi – Udlejet til Jammerbugt FC 2. Nikolaj Lyngø – Skiftet til Hartford Athletic |

| 0Sommer 2018 | 0Sommer 2018 |
| --- | --- |
| 1. Bardhec Bytyqi – Retur fra leje 2. Philipp Ochs – Skiftet på en lejeaftale 3. Tom van Weert – Skiftet fra FC Groningen 4. Lucas Andersen – Skiftet på en lejeaftale 5. Mathias Ross – Rykket op fra ungdomshold | 1. Yann Rolim – Lejeaftale udløbet 2. Nikolaj Lyngø – Udlejet til Jammerbugt FC 3. Pavol Safranko – Udlejet til Dundee United FC 4. Edison Flores – Skiftet til Club Atlético Monarcas Morelia 5. Jannik Pohl – Skiftet til FC Groningen 6. Robert Kakeeto – Udlejet til Jammerbugt FC 7. Mathias Andersen – Skiftet til Vejgaard Boldspilklub |

| 0Vinter 2018                                                                             | 0Vinter 2018 |
| ---------------------------------------------------------------------------------------- | --- |
| 1. Kasper Kusk – Skiftet fra FC København 2. Wessam Abou Ali – Rykket op fra ungdomshold | 1. Jakub Sylvestr – Kontraktudløb 2. Tamati Williams – Kontraktudløb 3. Morten Rokkedal – Kontraktudløb 4. Marco Meilinger – Skiftet til SCR Altach 5. Bardhec Bytyqi – Udlånt til Skive I.K. |

| 0Sommer 2017 | 0Sommer 2017 |
| --- | --- |
| 1. Marco Ramkilde – Rykket op fra ungdomshold 2. Nikolaj Lyngø – Rykket op fra ungdomshold 3. Mathias Andersen – Rykket op fra ungdomshold 4. Kristoffer Pallesen – Skiftet fra Viborg FF 5. Filip Lesniak – Skiftet på fri transfer 6. Jores Okore – Skiftet fra FC København 7. Yann Rolim – Skiftet fra Barra FC på en lejeaftale 8. Jacob Rinne – Skiftet fra K.A.A. Gent 9. Pavol Safranko – Skiftet fra FC DAC 1904 Dunajska Streda 10. Tamati Williams – Skiftet fra RKC Waalwijk | 1. Joakim Mæhle – Skiftet til KRC Genk 2. Ivan Lučić – Ophævet lejeaftale før tid 3. Nicklas Helenius – Kontraktudløb 4. Thomas Enevoldsen – Kontraktudløb 5. Morten Rokkedal – Skiftet til Thisted FC på en lejeaftale 6. Nicolaj Jørgensen – Kontraktudløb 7. Sebastian Grønning – Skiftet til Hobro IK 8. Markus Holgersson – Ophævet kontrakt 9. Casper Sloth – Skiftet til Silkeborg IF 10. Nicolai Larsen – Skiftet til FC Nordsjælland |

| 0Vinter 2017 | 0Vinter 2017                                                                                    |
| --- | ----------------------------------------------------------------------------------------------- |
| 1. Michael Lansing – Skiftet fra Vejle Boldklub (fra 1. juli 2017) 2. Jakub Sylvestr – Skiftet på fri transfer 3. Ivan Lučić – Skiftet fra Bristol City FC på en lejeaftale | 1. Carsten Christensen – Stoppet karrieren 2. Christian Bassogog – Skiftet til Henan Jianye F.C |

| 0Sommer 2016 | 0Sommer 2016 |
| --- | --- |
| 1. Sebastian Grønning – Rykket op fra ungdomshold 2. Magnus Christensen – Rykket op fra ungdomshold 3. Rasmus Thellufsen – Rykket op fra ungdomshold 4. Joakim Mæhle – Rykket op fra ungdomshold 5. Morten Rokkedal – Rykket op fra ungdomshold 6. Bardhec Bytyqi – Rykket op fra ungdomshold 7. Markus Holgersson – Skiftet fra Anorthosis 8. Marco Meilinger – Skiftet fra FK Austria Wien 9. Nicklas Helenius – Retur fra leje 10. Casper Sloth – Skiftet fra Leeds United 11. Edison Flores – Skiftet fra Club Universitario de Deportes | 1. Nicolaj Thomsen – Skiftet til Nantes 2. Kenneth Emil Petersen – Skiftet til OB 3. Lukas Spalvis – Skiftet til Sporting Lissabon 4. Mathias Thrane – Skiftet til OB 5. Asger Bust – Kontraktudløb 6. Rasmus Jönsson – Skiftet til OB 7. Andreas Bruhn – Skiftet til Viborg FF 8. Nicklas Helenius – Skiftet til Silkeborg på en lejeaftale 9. Viktor Ahlmann – Ophævet kontrakten 10. Gilli Sørensen – Skiftet til SK Brann 11. Thomas Augustinussen – Stoppet karrieren |

| 0Vinter 2016                       | 0Vinter 2016 |
| ---------------------------------- | --- |
| 1. Viktor Ahlmann – Retur fra leje | 1. Henrik Dalsgaard – Skiftet til AZ Zulte Waregem 2. Jukka Raitala – Kontraktudløb 3. Nicklas Helenius – Skiftet til SC Paderborn på en lejeaftale 4. Viktor Ahlmann – Skiftet til Jammerbugt FC på en lejeaftale 5. Andreas Blomqvist – Skiftet til IFK Norrköping |

| 0Sommer 2015 | 0Sommer 2015 |
| --- | --- |
| 1. Jannik Pohl – Rykket op fra ungdomshold 2. Oliver Abildgaard – Rykket op fra ungdomshold 3. Asger Bust – Rykket op fra ungdomshold 4. Thomas Enevoldsen – Skiftet fra KV Mechelen 5. Jukka Raitala – Skiftet på fri transfer | 1. Donny Gorter – Retur til AZ Alkmaar efter leje 2. Thomas Enevoldsen – Retur til KV Mechelen efter leje 3. Rasmus Thelander – Skiftet til Panathinaikos FC |

| 0Vinter 2015                                   | 0Vinter 2015 |
| ---------------------------------------------- | --- |
| 1. Andreas Blomqvist – Skiftet fra Mjällby AIF | 1. Søren Frederiksen – Kontraktudløb (Skiftet til KR Reykjavik) 2. Mathias Wichmann – Kontrakt ophævet (Skiftet til Viborg FF) |

| 0Sommer 2014 | 0Sommer 2014 |
| --- | --- |
| 1. Frederik Børsting – Rykket op fra ungdomshold 2. Viktor Ahlmann – Rykket op fra ungdomshold 3. Thomas Enevoldsen – Lejet i KV Mechelen 4. Mathias Thrane – Skiftet fra Hellerup Idrætsklub 5. Nicklas Helenius – Lejet i Aston Villa F.C. 6. Rasmus Jönsson – Skiftet fra VfL Wolfsburg 7. Donny Gorter – Lejet i AZ Alkmaar | 1. Jeppe Curth – Kontraktudløb (Skiftet til Viborg FF) 2. Anders Due – Kontraktudløb (Skiftet til FC Vestsjælland) 3. Rasmus Jönsson – Retur til VfL Wolfsburg efter leje 4. Rolf Toft – Kontrakt ophævet (Skiftet til Stjarnan) 5. Kasper Kusk – Skiftet til FC Twente 6. Christian Rye – Kontrakt ophævet (Skiftet til Vendsyssel FF) |

| 0Vinter 2014 | 0Vinter 2014                                                                     |
| --- | -------------------------------------------------------------------------------- |
| 1. Gilli Sørensen – Skiftet fra B36 Thorshavn 2. Jeppe Curth – Retur fra FC Midtjylland 3. Rolf Toft – Retur fra Vejle BK | 1. Lasse Nielsen – Skiftet til NEC Nijmegen 2. Hallur Hansson – Kontrakt ophævet |

| 0Sommer 2013 | 0Sommer 2013 |
| --- | --- |
| 1. Anders K. Jacobsen – Skiftet fra FC Fredericia 2. Kasper Risgård – Fri transfer 3. Christian Rye – Rykket op fra ungdomshold 4. Andreas Bruhn Christensen – Rykket op fra ungdomshold 5. Jakob Blåbjerg – Rykket op fra ungdomshold 6. Lukas Spalvis – Rykket op fra ungdomshold 7. Rasmus Jönsson – Lejet i VfL Wolfsburg | 1. Kayke Rodrigues – Kontraktudløb 2. Nicklas Helenius – Skiftet til Aston Villa 3. Jeppe Curth – Udlejet til FC Midtjylland 4. Rolf Toft – Udlejet til Vejle BK |

| 0Vinter 2013                                                                          | 0Vinter 2013                                                                     |
| ------------------------------------------------------------------------------------- | -------------------------------------------------------------------------------- |
| 1. Hallur Hansson – Hentet i HB Tórshavn 2. Søren Frederiksen – Hentet i FC København | 1. Kasper Bøgelund – Karrierestop 2. Nicholas Gotfredsen – Skiftet til Viborg FF |

| 0Sommer 2012                                                                                | 0Sommer 2012                                                                               |
| ------------------------------------------------------------------------------------------- | ------------------------------------------------------------------------------------------ |
| 1. Rasmus Thelander – Hentet i Akademisk Boldklub 2. Hallur Hansson – Lejet fra HB Tórshavn | 1. Pól Jóhannus Justinussen – Kontraktudløb 2. Lucas Andersen – Skiftet til Ajax Amsterdam |

| 0Vinter 2012                                                    | 0Vinter 2012 |
| --------------------------------------------------------------- | --- |
| 1. Pól Jóhannus Justinussen – Hentet i Knattspyrnufélagið Valur | 1. Marcus Tracy – Kontraktudløb 2. Denis Dedovic – Kontraktudløb 3. Kjetil Wæhler – Skiftet til IFK Göteborg 4. Luis Antonio Rodríguez – Fri transfer til FC Sunkar 5. Chris Rolfe – Skiftet til Chicago Fire |

| 0Sommer 2011 | 0Sommer 2011 |
| --- | --- |
| 1. Nicholas Gotfredsen – Hentet i Aarhus Fremad 2. Carsten Christensen – Hentet i FC Fredericia 3. Lucho Rodríguez – Klubløs 4. Rolf Toft – Rykket op fra ungdomshold 5. Kayke Rodrigues – Hentet i Venda Nova FC 6. Nicolaj Thomsen – Rykket op fra ungdomshold | 1. Michael Sten Jensen – Skiftet til Ventura County Fusion 2. Dennis Marshall – Dræbt i trafikulykke 3. Ibekwe Chijioke Leonard – Kontraktudløb 4. Karim Zaza – Kontraktudløb 5. Marc Pedersen – Kontraktudløb 6. Daniel Christensen – Skiftet til SønderjyskE 7. Kayke Rodrigues – Retur til Vila Nova FC efter leje 8. Michael Lumb – Retur til Zenit Skt. Petersborg efter leje 9. Morten "Duncan" Rasmussen – Retur til Celtic FC efter leje 10. Ronnie Schwartz – Skiftet til Randers FC 11. Jens-Kristian Sørensen – Skiftet til Viborg FF |

| 0Vinter 2011 | 0Vinter 2011 |
| --- | --- |
| 1. Anders Due – Retur fra FC Nordsjælland efter leje 2. Kayke Rodrigues – Lejet fra Vila Nova FC 3. Thomas Augustinussen – Hentet i Red Bull Salzburg 4. Ibekwe Chijioke Leonard – Hentet i CD San Roque 5. Michael Lumb – Lejet fra Zenit Skt. Petersborg 6. Morten "Duncan" Rasmussen – Lejet fra Celtic F.C. 7. Lucas Andersen – Rykket op fra ungdomshold | 1. Dickson Nwakaeme – Retur til FC Opa efter leje 2. Jones Kusi-Asare – Retur til Esbjerg fB efter leje 3. Daniel Fredheim Holm – Skiftet til Rosenborg BK 4. Tobias Ørtoft – Skiftet til FC Hjørring |

| 0Sommer 2010 | 0Sommer 2010 |
| --- | --- |
| 1. Nicolai Larsen – Hentet i Lyngby BK 2. Dickson Nwakaeme – Lejet fra FC Opa 3. Jones Kusi-Asare – Lejet fra Esbjerg fB | 1. Abbas Hassan – Retur til IF Elfsborg efter leje 2. Andreas Johansson – Kontraktudløb 3. Michael Jakobsen – Skiftet til UD Almería 4. Anders Due – Udlejet til FC Nordsjælland |

| 0Sæson 2009/2010 | 0Sæson 2009/2010 |
| --- | --- |
| 1. Jakob Ahlmann Nielsen – Hentet i FC Midtjylland 2. Dennis Marshall – Hentet i Puntarenas FC 3. Rasmus Würtz – Hentet i FC København 4. Kenneth Emil Petersen – Hentet i AC Horsens 5. Louay Chanko – Hentet i Hammarby IF 6. Daniel Fredheim Holm – Hentet i Vålerenga Fotball 7. Michael Sten Jensen – Rykket op fra ungdomshold 8. Mathias Wichmann – Rykket op fra ungdomshold 9. Thomas Gaardsøe – Skifte til Esbjerg fB efter kontraktudløb 10. Abbas Hassan – Lejet fra IF Elfsborg 11. Chris Rolfe – Hentet i Chicago Fire 12. Nicklas Helenius Jensen – Rykket op fra ungdomshold 13. Tobias Ørtoft – Rykket op fra ungdomshold 14. Denis Dedovic – Rykket op fra ungdomshold 15. Kasper Kusk – Rykket op fra ungdomshold | 1. Kasper Risgård – Skiftet til Arminia Bielefeld 2. Kenneth Stenild – Skiftet til AC Horsens 3. Siyabonga Nomvethe – Skiftet til Moroka Swallows 4. Cacá – Skiftet til OB 5. Thomas Enevoldsen – Skiftet til FC Groningen 6. Thomas Augustinussen – Skiftet til Red Bull Salzburg 7. Steve Olfers – Kontraktudløb 8. Luton Shelton – Retur til Vålerenga efter leje 9. Michael Beauchamp – Skiftet til Al Jazira Club 10. Thomas Gaardsøe – Skiftet til Esbjerg fB 11. Emil Haucke – Skiftet til Nybergsund IL |

| 0Sæson 2008/2009 | 0Sæson 2008/2009 |
| --- | --- |
| 1. Kasper Bøgelund – Hentet i Borussia Mönchengladbach 2. Henrik Dalsgaard – Hentet i Møldrup/Tostrup IF 3. Marcus Tracy – Hentet i Wake Forest University 4. Kjetil Wæhler – Hentet i Vålerenga Fotball 5. Michael Beauchamp – Hentet i 1. FC Nürnberg 6. Luton Shelton – Lejet fra Vålerenga Fotball 7. Marek Saganowski – Lejet fra Southampton F.C. | 1. Allan Olesen – Skiftet til Vejle BK 2. Jón Rói Jacobsen – Skiftet til BK Frem 3. Casper Nordstrøm – Skiftet til Thisted FC 4. Simon Bræmer – Skiftet til AB 5. Danny Califf – Skiftet til FC Midtjylland 6. Ivo Vazgec – Skiftet til Assyriska Föreningen Södertälje 7. Jacob Nordstrøm – Kontraktudløb 8. Benedict Vilakazi – Skiftet til Mamelodi Sundowns FC 9. José Mota – Købt efter leje af Molde FK 10. Martin Pedersen – Skiftet til Vejle BK 11. Marek Saganowski – Retur til Southampton F.C. efter leje |

| 0Sæson 2007/2008 | 0Sæson 2007/2008 |
| --- | --- |
| 1. Andreas Johansson – Hentet i Wigan 2. Steve Olfers – Hentet i Sparta Rotterdam 3. Karim Zaza – Hentet i Rot-Weiss Essen 4. Martin S. Jensen – Hentet i Wigan 5. Anders Due – Hentet i Vitesse Arnheim 6. Ivo Vazgec – Hentet i AE Larisa 7. Benedict Vilakazi – Hentet i Orlando Pirates 8. Ronnie Schwartz – Rykket op fra ungdomshold 9. Daniel Christensen – Rykket op fra ungdomshold 10. Emil Haucke – Rykket op fra ungdomshold 11. Casper Nordstrøm – Rykket op fra ungdomshold 12. Jacob Nordstrøm – Rykket op fra ungdomshold 13. Lasse Nilsson – Lejet fra AS Saint-Etienne 14. Kenneth Stenild – Retur fra udlejning i FC Hjørring 15. Simon Bræmer – Retur fra udlejning i Moss FK | 1. Casper Jacobsen – Skiftet til Breiðablik UBK 2. Chrystiano Gomes Ferraz – Skiftet til Madureira Esporte Clube 3. Martin S. Jensen – Skiftet til Skive IK 4. Jimmy Nielsen – Skiftet til Leicester City 5. Mattias Lindström – Skiftet til FC Wacker Innsbruck 6. Fredrik Winsnes – Skiftet til Strømsgodset IF 7. Thomas Kortegaard – Skiftet til AC Horsens 8. Súni Olsen – Skiftet til Viborg FF 9. Rasmus Würtz – Skiftet til FC København 10. Rade Prica – Skiftet til AFC Sunderland 11. Simon Bræmer – Udlejet til Moss FK 12. José Mota – Udlejet til Molde FK 13. Lasse Nilsson – Retur til AS Saint Etienne efter udlejning |

Transferrekorder
| Nr | Spiller                   | Pris i kr. (anslået) | Skiftede til    | Historie |
| -- | ------------------------- | -------------------- | --------------- | --- |
| 1  | Christian Bassogog (2017) | 45 mio               | Henan Jianye FC | Efter en fremragende præstation for hjemlandet Cameroun ved Africa Cup of Nations, hvor Bassogog vandt turneringen med sit hold og blev kåret til turneringens spiller, eksploderede interessen for spilleren. Det mundede ud i salg til Henan Jianye FC for et ukendt rekordbeløb, der anslås til at ligge på 45 mio. |
| 2  | Jesper Grønkjær (1998)    | 34 mio               | Ajax Amsterdam  | Grønkjær spillede for Thisted FC i sine ungdomsår, men skiftede tidligt til AaB, hvor han fik debut som 17-årig 1995. Tre år senere blev han solgt som den dengang dyreste spiller i AaB's historie til Ajax, som senere solgte ham videre til Chelsea FC for 100 mio kroner. Det gjorde ham til den dyreste danske spiller solgt nogensinde. |
| 3  | Rade Prica (2008)         | 20 mio               | Sunderland FC   | AaB hentede Prica på en fri transfer fra Hansa Rostock, og spilleren var en succes stort set fra dag ét i klubben. I sin første sæson scorede han 19 mål i 32 kampe. Målscoringen fortsatte ind i sæsonen 07/08, hvor han nåede at score 9 mål i 16 kampe, inden han blev solgt til Sunderland. Det blev aldrig til et succesfuldt opholdt, og Prica tog hurtigt til norske Rosenborg. AaB lå i toppen af tabellen, da Prica blev solgt i vinterpausen 07/08, og holdet endte med at vinde ligaen den sæson. |

## Trøje- og hovedsponsor
| Periode   | Trøjesponsor | Hovedsponsor   |
| --------- | ------------ | -------------- |
| 2021-     | Macron       | Spar Nord      |
| 2016-2021 | Hummel       | Spar Nord      |
| 2009-2016 | Adidas       | Spar Nord      |
| 2005-2009 | Hummel       | Spar Nord      |
| 2004-2005 | Hummel       | Siemens Mobile |
| 2000-2004 | Adidas       | Siemens Mobile |
| 1997-2000 | Adidas       | Metax          |
| ?-1996    | Hummel       | Metax          |

Tidligere hovedsponsorer:
- Aalborg Akvavit
- Aalborg Stiftstidende

## Klub- og spillerrekorder
Flest kampe
- Superligaen: Rasmus Würtz (2002-2019) 452 kampe [60]
- Flest kampe i alle turneringer: Torben Boye (1984-2002) 560 kampe

Flest mål
- Superligaen: Peter Rasmussen (1988-1989) & (1991-1997) 54 mål[61]

Største sejr i Superligaen
- Hjemme: 8-1 hjemme mod Viborg FF d. 5. august 1995. Tilskuere: 6.950[62]
- Ude: 0-7 mod Lyngby Boldklub d. 24. marts 2002. Tilskuere: 889

Største nederlag i Superligaen
- Hjemme: 0-4 mod Randers FC d. 22. oktober 2006. Tilskuere: 7.054
- Ude: 6-0 mod Odense Boldklub d. 4. december 2010. Tilskuere: 5.171

## Aalborg Stadion
Aalborg Stadion i en ny og ombygget udgave åbnede i 2002. Stadion har en tilskuerkapacitet på 13.800 (7.800 siddepladser). Ved internationale kampe kan tilskuerkapaciteten ændres til 10.500 (alle siddepladser). Fodboldbanen er 105 x 70 meter. I forbindelse med forberedelserne til U/21-EM 2011 blev der investeret ca. 10 mio. kr. i nyt lysanlæg med master og projektører, der kan lyse 1.400 lux. De gamle kunne lyse 1.170 lux. I folkemunde bliver stadionet i Aalborg blot kaldt Aalborg Stadion, men officelt hedder det Aalborg Portland Park. De seneste år er u21 landsholdets kampe blevet afviklet i Aalborg, men DBU overvejer at overdrage værtsskabet for landsholdets kampe til et andet stadion.
Den 20. november 2007 solgte AaB rettighederne til navnet på Aalborg Stadion til Energi Nord, hvorefter stadionets navn blev Energi Nord Arena indtil sponsoraftalens udløb den 31. december 2011. Efterfølgende overtog Nordjyske Medier sponsoratet, således at stadionet hed Nordjyske Arena frem til 31. december 2016.
I begyndelsen af 2017 offentliggjorde AaB endelig, hvem der skulle overtage navnesponsoratet efter Nordjyske Medier. Det blev betonvirksomheden Aalborg Portland, og dermed hedder stadion Aalborg Portland Park i hvert fald indtil 2020.
Historie
I 1914 efterlod spritbrænder Harald Jensen Aalborg Kommune et grundstykke, hvor det nuværende stadion ligger, med ønsket om at det ville blive brugt til idrætsudfoldelser i offentligt øjemed. Grunden inkluderede seks tønder land, have og park. De muligheder, der lå i arven, blev efter et par år udnyttet af topidrætsmanden og olympiadeltager, Eugen Schmidt, i forbindelse med sin nystartede stiftelse, Samvirkende Idræts-Foreninger Aalborg (SIFA).
I 1920 indviedes Aalborg Stadion, og i de kommende år begyndte byens store politikere at få øjnene op for anlæggets virkelige værdi. Allerede i 1927 forstod man de langsigtede muligheder. En tribune med 300 siddepladser, omklædningsfaciliteter og små mødelokaler blev opført, og en rund cindersbane anlagt. I 1937 kom endnu en tribune med ståpladser. Tribunen brændte den 12. juni 1960, og branden var anledning til, at byen fik et moderne stadion, bygget i beton og med plads til 20.000 tilskuere.
I 1963 blev den første af de 3 sportshaller bygget, og de andre fulgte i 1986 og 1991.
I 2002 blev fodboldstadionet renoveret. I den forbindelse blev bl.a. alle tribuner overdækkede (tidligere var kun sidetribunerne overdækkede).
Tilskuerstatistik for hjemmebanekampe i Superligaen